# Kepler-16 (AB)b
Kepler-16 (AB)b è un pianeta extrasolare scoperto nella costellazione del Cigno. Si tratta di un pianeta di massa simile a quella di Saturno, che orbita attorno alla stella binaria Kepler-16 con un periodo di rivoluzione di 226 giorni. È il primo esempio osservativo di pianeta circumbinario attorno a stelle di sequenza principale. Il pianeta sarebbe costituito per metà da gas e per l'altra metà da un nucleo di roccia e ghiacci.
Nel nome ufficiale del pianeta "Kepler-16" indica il sistema di appartenenza e "(AB)" la circumbinarietà dell'orbita. Il pianeta è stato scoperto tramite il telescopio spaziale Kepler della NASA, che si è servito del metodo del transito: si è vista infatti una diminuzione di luminosità di una delle componenti del sistema anche quando questa non viene eclissata dall'altra. Inoltre, i transiti del pianeta hanno consentito di misurare con particolare accuratezza i parametri orbitali e le masse delle componenti del sistema.

## Parametri orbitali
L'orbita di Kepler-16 (AB)b è peculiare in quanto il suo raggio è inferiore al raggio teorico in precedenza considerato il limite più interno perché eventuali pianeti orbitanti attorno ad un sistema binario potessero avere un'orbita stabile. Prima della scoperta si riteneva infatti che, affinché l'orbita del pianeta fosse stabile, esso si dovesse trovare ad una distanza dal centro di massa del sistema pari ad almeno sette volte la distanza che separa le due componenti del sistema. Kepler-16 (AB)b ha invece un'orbita che è solamente metà di questa distanza.
Visto dalla Terra, il pianeta interromperà i transiti di fronte a una delle due stelle del sistema nel 2014, e smetterà di transitare davanti all'altra stella (la più brillante) nel 2018; in seguito, il pianeta non sarà più rilevabile con il metodo del transito fino al 2042 circa.

## Abitabilità
Kepler-16 (AB)b è un gigante gassoso delle dimensioni di Saturno, senza una superficie solida. Gli astronomi credono però sia possibile l'esistenza di una luna delle dimensioni della Terra attorno al gigante gassoso, in grado di trattenere un'atmosfera in grado di generare un effetto serra che consentirebbe di trattenere il calore ricevuto dalla stella e rendere la luna potenzialmente abitabile, nonostante il pianeta sia situato al limite esterno della zona abitabile. Simulazioni al computer hanno dimostrato che un pianeta di dimensioni terrestri in orbita al sistema binario possa essere migrato dal centro della zona abitabile ad una più esterna, ed essere stato catturato come luna dal gigante gassoso.
Un'altra possibilità è che un pianeta possa esistere su un'orbita stabile ad una distanza di circa 140 milioni di km, a quasi 1 UA dalla stella. In certe condizioni si pensa che si possa estendere il concetto di zona abitabile; un pianeta sufficientemente massiccio in grado di trattenere gas serra come monossido di carbonio e metano potrebbe avere le condizioni adatte per aver acqua liquida in superficie anche a distanze maggiori di quelle del gigante gassoso, come quella di un eventuale pianeta terrestre situato a 1 UA di distanza da Kepler-16.

## Tatooine
Gli astronomi hanno ribattezzato colloquialmente Keplero-16b Tatooine, un pianeta fittizio su cui è ambientata parte della serie dei film di Guerre stellari: una scena del primo film mostra infatti un doppio tramonto su Tatooine.